# Petropawlowsk-Kamtschatski-Air-Flug 251 (2012)
Auf dem Petropawlowsk-Kamtschatski-Air-Flug 251 ereignete sich am 12. September 2012 bei Palana in der Region Kamtschatka im Osten Russlands ein schwerer Flugunfall. Eine Antonow An-28 der Petropawlowsk-Kamtschatski Air wurde auf diesem Flug kurz vor der Landung auf dem Flughafen Palana ins Gelände geflogen, wobei die zweiköpfige Besatzung und acht Passagiere starben.

## Flugzeug
Das Flugzeug war eine in der Sowjetunion bei Antonow entwickelte und 1989 mit der Werknummer 1AJ006-25 im Werk der Państwowe Zakłady Lotnicze im polnischen Mielec gebaute Antonow An-28. Die Auslieferung der Maschine erfolgte am 8. Dezember 1989, drei Tage später ging sie bei der Aeroflot in den kommerziellen Betrieb. Die Maschine trug zunächst das Luftfahrzeugkennzeichen CCCP-28715, nach dem Zusammenbruch der Sowjetunion wurde das Kennzeichen in RA-28715 geändert, mit dem die Maschine im Jahr 1993 bei der Korjakavia in Betrieb ging. Von Februar bis Juli 2003 war das Flugzeug eingelagert und wurde anschließend bei der Korjakavia weiterbetrieben. Am 18. August übernahm die Petropawlowsk-Kamtschatski-Air die Maschine. Das zweimotorige Regionalverkehrsflugzeug war mit zwei Turboprop-Triebwerken des Typs Gluschenkow TWD-10B ausgestattet, diese hatten eine Leistung von je 974 PS (716 kW). Bis zum Zeitpunkt des Unfalls hatte die Maschine eine Betriebsleistung von 11.970 Betriebsstunden, die auf 8903 Starts und Landungen entfielen.

## Besatzung und Passagiere
Es war eine zweiköpfige Besatzung an Bord, bestehend aus einem Flugkapitän und einem Ersten Offizier. Flugbegleiter waren auf diesem Regionalflug nicht vorgesehen. Den Flug von Petropawlowsk-Kamtschatski nach Palana, beide auf der Halbinsel Kamtschatka gelegen, hatten 12 Passagiere angetreten.

## Flugverlauf und Unfallhergang

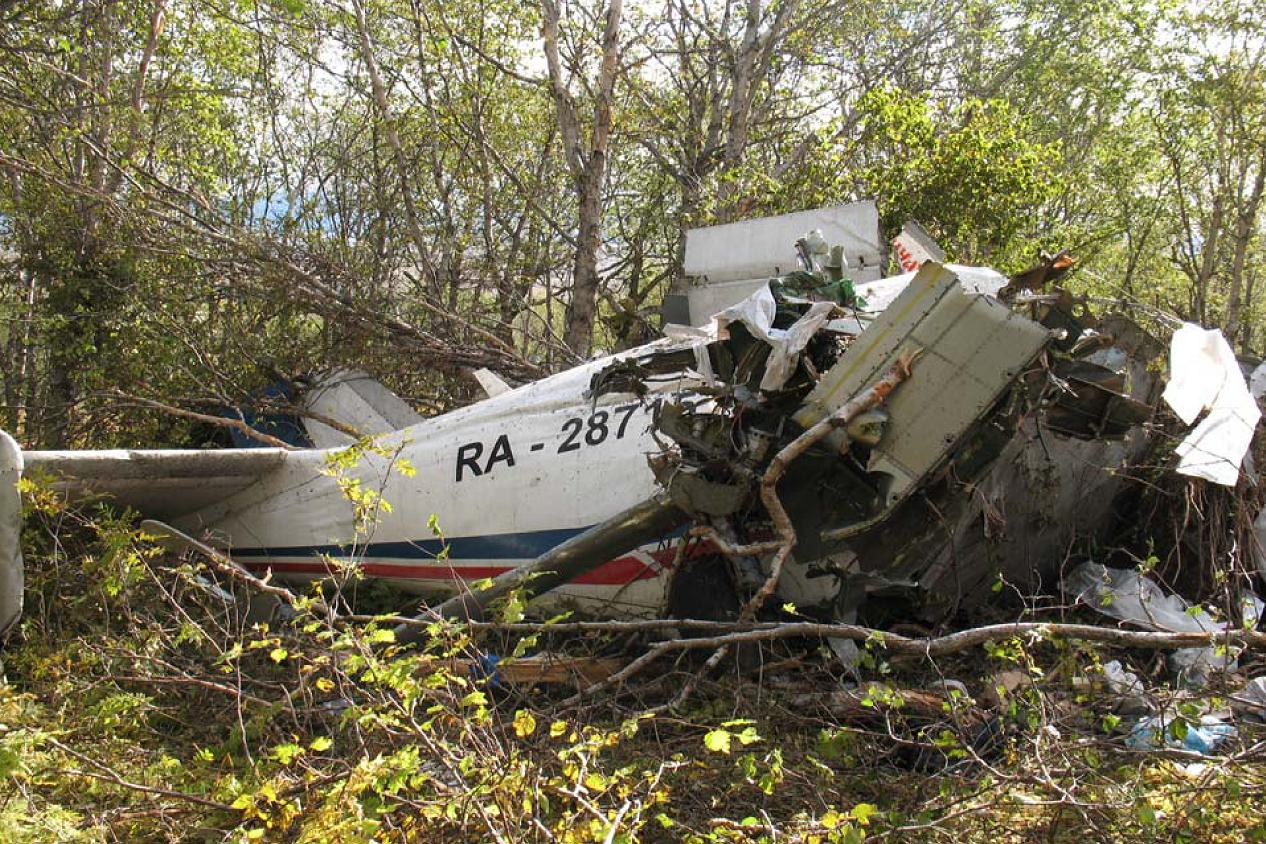
Das Wrack der Maschine

Der Flug von Petropawlowsk-Kamtschatski nach Palana erfolgte nach Instrumentenflugregeln. Die Sichtweiten in Palana lagen bei 6000 Metern, die Wolkenuntergrenze befand sich in 470 Meter Höhe. Die Wetterbedingungen lagen damit innerhalb der Sicherheitsminima für Anflüge auf Palana. Die Besatzung erhielt eine Freigabe zur Landung auf die Landebahn 11. Der Anflug auf Palana bestand aus einem Flug über der Mindestsicherheitsflughöhe von 2150 Metern bis zum NDB, dem Fliegen einer Warteschleife und dem abschließenden Sinkflug. Die Maschine befand sich noch 22 Kilometer vom NDB entfernt, als die Besatzung meldete, dass sie dieses gerade überfliegt. Die Piloten leiteten anschließend einen Sinkflug ein, bis die Maschine in einer Höhe von 320 Metern über dem Meeresspiegel Baumkronen streifte und gegen 12:20 Uhr Ortszeit auf dem bewaldeten Hang des Berges Pjatibratka aufschlug. Bei dem Unfall wurden die beiden Piloten sowie acht Passagiere getötet. Vier Passagiere überlebten den Unfall.

## Ursache
Die Unfalluntersuchung wurde durch das Zwischenstaatliche Luftfahrtkomitee (MAK) geführt. Als Unfallursache wurde der Verstoß der Besatzung gegen die geltenden Bestimmungen für den Anflug festgestellt, den die Piloten begingen, indem sie die Maschine vorzeitig unter die Mindestsicherheitsflughöhe sinken ließen, während sie bergiges Gebiet bei Wetterbedingungen überflogen, durch welche ihnen die Sicht auf visuelle Referenzpunkte am Boden versperrt war. Ebenfalls konnte festgestellt werden, dass beide Besatzungsmitglieder alkoholisiert gewesen waren. Als Faktoren, die zu dem Unfall beigetragen haben könnten, stellten die Unfallermittler eine mangelhafte Sicherheitspolitik der Fluggesellschaft fest, die nicht mit dem erforderlichen Nachdruck ein professionelles Verhalten ihres Personals einforderte. Außerdem stellten sie fest, dass die Piloten nicht auf Warnungen des Höhenmessers über eine geringe Flughöhe der Maschine reagierten. Die Ermittler waren der Ansicht, dass das Vorhandensein eines Ground Proximity Warning System an Bord den Unfall womöglich verhindert hätte.

## Ähnlicher Fall
Eine vergleichbare Katastrophe geschah im Juli 2021 – auch neben Palana, derselbe Flug derselben Fluggesellschaft.